# هینو رنجر
هینو رنجر (Hino Ranger) خودرویی است که از سال ۱۹۶۹ تا کنون در اندونزی تولید شده‌است.
این خودرو در کلاس کامیون قرار گرفته، است. سیستم جعبه‌دندهٔ آن به دو صورت خودکار و دستی است.